# Gui Bonsiepe
Gui Bonsiepe (ˈgɪː ˈbo˘nsɪːpe˘), né le 23 mars 1934 à Glücksburg, est un designer allemand. Il est notamment connu pour avoir conçu le design de la salle de contrôle du projet cybernétique, Cybersyn initié par le président chilien Salvador Allende et conçu par Stafford Beer.

## Biographie
De 1960 à 1968, il est professeur assistant à l'école de design d'Ulm, puis à la fermeture de l'école, il part en Amérique du Sud, travaillant comme consultant en design. Il participe au projet Cybersyn de 1970 à 1973.
De 1993 à 2003 il est professeur de conception d'interface à la Köln International School of Design (de), à Cologne, en Allemagne.

## Œuvres

### Articles
- (en) Gui Bonsiepe, « A Method of Quantifying Order in Typographic Design », Journal of Typographic Research, Detroit, Michigan, no 2.3,‎ juillet 1968, p. 203-220 (présentation en ligne)
- Gui Bonsiepe (trad. Brigitte André), « Théorie de l'information et structures typographiques », Communication et langages, no 1,‎ 1969, p. 57-69 (DOI 10.3406/colan.1969.3713, lire en ligne)

### Ouvrages
- (es) Gui Bonsiepe, El diseño de la periferia : debates y experiencias, Barcelone, Gustavo Gili, coll. « GG diseño », 1985, 271 p. (ISBN 978-968-887-000-6, OCLC 634299682)
- (it) Gui Bonsiepe, Teoria e pratica del disegno industriale : elementi per una manualistica critica, Milan, Feltrinelli, coll. « Fuori collana », 1993, 249 p. (ISBN 978-88-07-42067-2, OCLC 797613131)
- (en) Gui Bonsiepe, Interface : an approach to design, Maastricht, Jan van Eyck Akademie, 1999, 168 p. (ISBN 978-90-6617-212-8, OCLC 635976428)
- (de) Gui Bonsiepe, Entwurfskultur und Gesellschaft : Gestaltung zwischen Zentrum und Peripherie, Basel, Boston, Mass. Berlin, Birkhäuser, coll. « Schriften zur Gestaltung », 2009, 239 p. (ISBN 978-3-7643-8965-9, OCLC 501316846)